# Pierre Bertrand
Pierre Joseph François Bertrand (Luik, 6 juli 1926 - 11 augustus 2014) was een Belgisch politicus en minister voor het Rassemblement Wallon (RW).

## Levensloop
De adolescentie van Pierre Bertrand werd getekend door de Tweede Wereldoorlog. Begaan met de Waalse zaak werd hij actief in het verzet. Begin 1942 werd hij redacteur van het Waalsgezinde sluikblad Sambre et Meuse en in februari van datzelfde jaar besliste hij met enkele kameraden   een clandestiene beweging op te richten, Les Lycées wallons, die in middelbare scholen het Waalsgezinde gedachtegoed wilde verspreiden. Hun eerste acties waren het uitdelen van exemplaren van sluikbladen als Sambre et Meuse, Wallonie libre en La Meuse in secundaire scholen in het Luikse. Na het publiceren van enkele traktaten in zelfstandig beheer liet Les Lyceés wallons vanaf april 1943 een eigen sluikblad publiceren, La Jeune Revue wallonnes.
Bertrand was tevens actief in de verzetsbewegingen Jeune Wallonie en Wallonie libre en was betrokken bij acties als het opzetten van wachtposten rond de Werbestelle van de Duitse bezetter, de wervingskantoren die toezagen op de uitvoering van de verplichte tewerkstelling die de bezetter had opgelegd. Na te zijn verklikt werd Bertrand in juli 1943 gearresteerd door de Gestapo, waarna hij voor vier maanden werd opgesloten in de gevangenis. Nog maar net op vrije voeten, hervatte hij in oktober dat jaar zijn clandestiene activiteiten tot aan de Bevrijding. In die periode was hij lid van het netwerk Aide wallonne aux Prisonniers français en het Onafhankelijkheidsfront. Ook voerde hij andere vormen van verzet uit, zoals bijstand aan werkweigeraars die aan de verplichte tewerkstelling in Duitsland wilden ontsnappen en het uitdelen van valse paspoorten, het opvangen en begeleiden van ontsnapte politieke gevangenen in Frankrijk. 
Na de Bevrijding werd Bertrand met andere voormalige leden van Les Lycées wallons actief betrokken bij het maandblad L'Ergot, dat het federalisme verdedigde en op scherpzinnige wijze actuele thema's becommentarieerde. Bertrand schreef de belangrijkste artikels, zoals over het berechten en bestraffen van collaborateurs en de Koningskwestie. Daarenboven nam hij deel aan een immense propagandacampagne om het aftreden van koning Leopold III te eisen en was hij betrokken bij de voorbereiding van het Waals Nationaal Congres in november 1945. Ook was hij lid van het Luikse comité en het directorium van de Waalsgezinde politieke beweging Wallonie libre. Tijdens zijn studiejaren aan de Universiteit Luik was Pierre Bertrand eveneens aangesloten bij Waalsgezinde studentenverenigingen. In 1951 behaalde hij er zijn diploma van doctor in de rechten, waarna hij zich als advocaat inschreef aan de Balie van Luik. 
In de jaren daarna zette Pierre Bertrand zijn engagement als Waals militant verder en in 1958 sloot hij zich aan bij de socialistische PSB. Drie jaar later was hij tijdens de stakingen tegen de Eenheidswet een van de medeoprichters van de Waalsgezinde drukkingsgroep Mouvement populaire wallon en werd hij in stad Luik secretaris van de MPW-sectie Liège 3. Bertrand nam het woord op verschillende meetings die het MPW organiseerde in fabrieken in het Luikse en trad op de voorgrond op manifestaties tegen de overheveling van de Voerstreek naar Limburg. 
Toen de PSB in 1964 het verbod instelde om tegelijkertijd actief te zijn in de MPW, koos Bertrand resoluut voor zijn Waalsgezinde engagement. Het jaar nadien stichtte hij samen met François Perin de linkse Waalsgezinde partij Parti Wallon des Travailleurs (PWT) en werd hij secretaris-generaal van de Luikse afdeling van de partij. Bij de verkiezingen later dat jaar bekleedde Pierre Bertrand de tweede plaats op de Kamerlijst van de PWT in het arrondissement Luik, maar hij werd niet verkozen. Kort daarna was hij betrokken bij de fusiegesprekken met het Front wallon, dat in juni 1965 leidde tot de oprichting van de Parti wallon. Pierre Bertrand werd voorzitter van de Luikse federatie en gedelegeerd bestuurder van de partij en in 1966 eveneens secretaris en directeur van de studiedienst van de partij. In 1968 was hij dan medeoprichter van het Rassemblement Wallon (RW).
Namens het RW zetelde Bertrand van 1968 tot 1974 voor het arrondissement Luik in de Kamer en daarna was hij van 1974 tot 1981 voor hetzelfde arrondissement rechtstreeks gekozen senator in de Senaat. Door de toen bestaande dubbelmandaten zetelde hij tevens in de Cultuurraad voor de Franse Cultuurgemeenschap (1971-1980), de voorlopige Waalse Gewestraad (1974-1977), waarvan hij een van de ondervoorzitters was, en de Waalse Gewestraad en de Raad van de Franse Gemeenschap (1980-1981). Van 1978 tot 1981 was Bertrand voorzitter van de gezamenlijke fractie van het RW en het FDF in de Senaat. 
Bertrand was verantwoordelijk voor de ontwikkeling van het Europese, politieke en sociale luik van het partijprogramma van de RW. Hierbij kantte hij zich tegen de omvorming van de Benelux tot een politiek orgaan, ijverde hij voor een integraal federalisme en de snelle oprichting van een Waals bestuursniveau dat het economisch herstel van Wallonië mogelijk moest maken en toonde hij zich voorstander van de oprichting van een Europees samenwerkingsverband waarin regionale gebieden hun plaats hadden. Ook de verdediging van de belangen van de Franstaligen in de Voerstreek en de streek rond Malmedy was een van zijn politieke speerpunten. Binnen het RW gold Bertrand ook als een specialist op het gebied van cultuur en van 1974 tot 1977 vertegenwoordigde hij zijn partij in het Europees Parlement, dat toen nog niet rechtstreeks werd verkozen. Daarnaast was hij van 1975 tot 1980 lid van de Gewestelijke Economische Raad voor Wallonië.
Nadat een deel van het RW zich in 1976 had afgescheurd, bleef Bertrand trouw aan de partij en richtte hij als tegenreactie de Club d’action wallonne pour le fédéralisme et les réformes de structure op. Als gevolg van een herschikking van de regering werd hij in december 1976 aangesteld tot minister, adjunct voor Economische Zaken, waarbij hij ook werd belast met het beleid inzake bossen, jacht, visvangst en water in het voorlopige Waalse Gewest. Bertrand bleef dit tot aan het vertrek van zijn partij uit de regering-Tindemans II, in maart 1977. In 1980 werd hem nog het partijvoorzitterschap van RW aangeboden, maar hij bedankte voor de eer. 
In 1981 werd Pierre Bertrand niet meer herkozen als parlementslid. Kort daarna verliet hij het RW uit ontevredenheid met het kartel met het FDF en de groeiende tendens in de partij om naar een fusie van Wallonië met Brussel te streven. Vervolgens sloot hij zich aan bij het Rassemblement populaire wallon, dat op zijn beurt een kartel aanging met de PS, zodat Bertrand opnieuw bij de partij terechtkwam waar hij zijn politieke loopbaan was begonnen. 
Voor de kartellijst RPSW werd Pierre Bertrand begin 1983 schepen van Cultuur en Toerisme in de stad Luik, waar hij sinds oktober 1970 gemeenteraadslid was. Hij bleef schepen tot eind 1988 en verliet toen de actieve politiek. Niettemin bleef hij actief in allerlei Waalsgezinde verenigingen die streefden naar een aansluiting van Wallonië bij Frankrijk.